# Lommegöl (Ekeberga socken, Småland)
Lommegöl är en sjö i Lessebo kommun i Småland och ingår i Lyckebyåns huvudavrinningsområde.